# Avatha bipartita
Avatha bipartita là một loài bướm đêm trong họ Erebidae.